# Mazda Tribute
Mazda Tribute – samochód osobowy z segmentu kompaktowych SUV-ów produkowany pod japońską marką Mazda w latach 2000-2011
Pierwsza generacja powstawała w latach 2000-2007, konstrukcyjnie była pokrewna z modelami Escape i Maverick Forda. Do napędu służyły silniki o pojemności 2-3 l, generowały one moc 124-203 KM (91-149 kW). W 2004 roku przeprowadzono facelifting (na rocznik 2005), w 2006 roku wprowadzono na rynek australijski i azjatycki zmodernizowaną wersję. Pojazd dostępny był w wersji z napędem na oś przednią bądź napędem AWD.
Druga generacja modelu produkowana była w latach 2007-2011, sprzedawana zaś od 2008 roku. Konstrukcyjnie zbliżona była do Forda Escape II. Dostępne były silniki o pojemności 2,3-3 l, moc maksymalna wynosiła 155-243 KM (114-179 kW). Pojazd dostępny był w wersji z napędem na oś przednią bądź napędem AWD.

## Dane techniczne

### 2000 R4 2.0 2WD
Źródło:
- R4 2,0 l (1988 cm³), 4 zawory na cylinder, DOHC
- Układ zasilania: wtrysk
- Moc maksymalna: 124 KM (91 kW) przy 5300 obr./min
- Maksymalny moment obrotowy: 175 N•m przy 4500 obr./min
- Przyspieszenie 0-100 km/h: 13 s
- Prędkość maksymalna: 169 km/h

### 2008 R4 2.3 2WD
Źródło:
- R4 2,3 l (2261 cm³), 4 zawory na cylinder, DOHC
- Układ zasilania: wtrysk
- Moc maksymalna: 155 KM (114 kW) przy 5800 obr./min
- Maksymalny moment obrotowy: 206 N•m przy 4250 obr./min

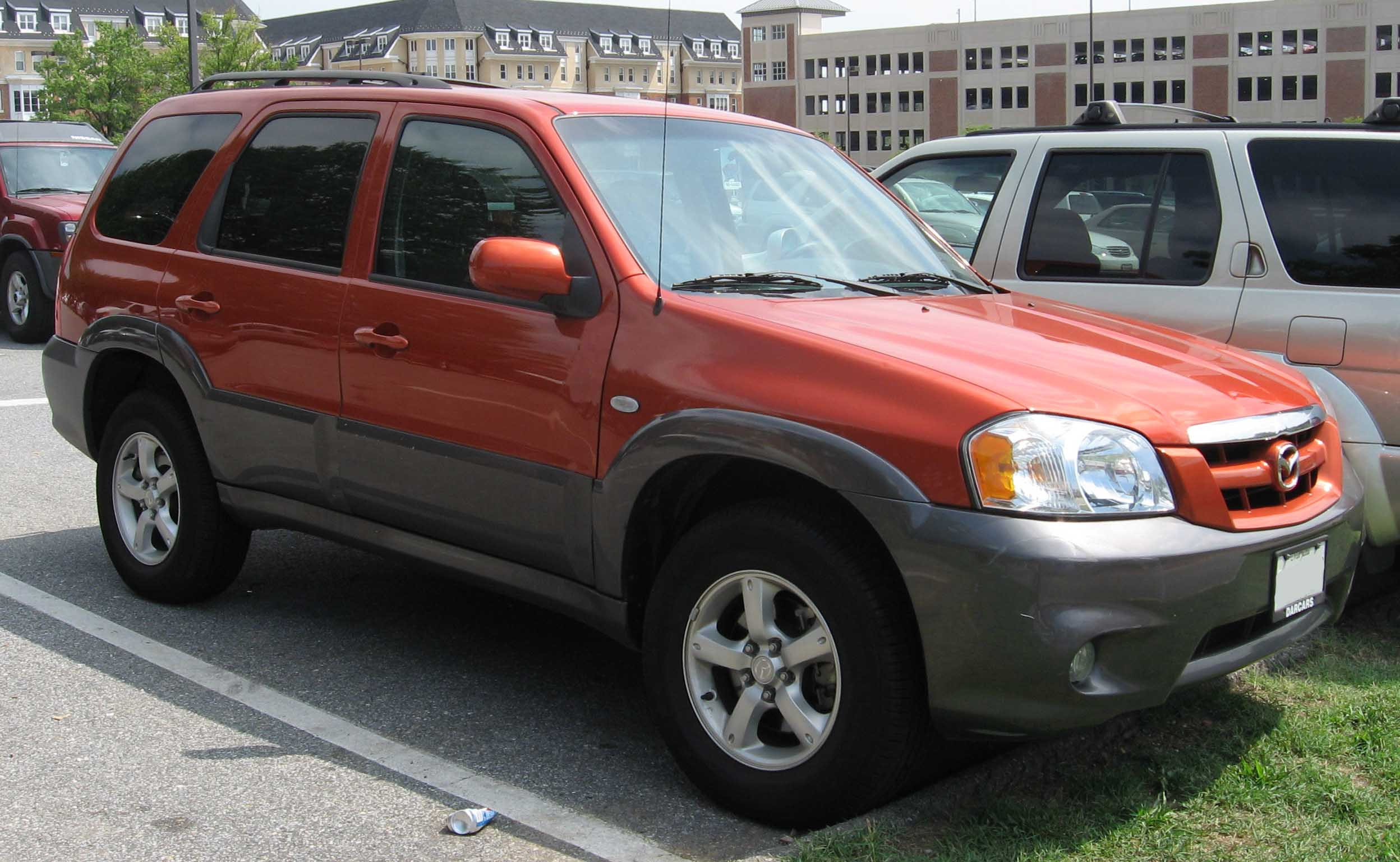
2005-2007 Tribute (I generacja, FL)
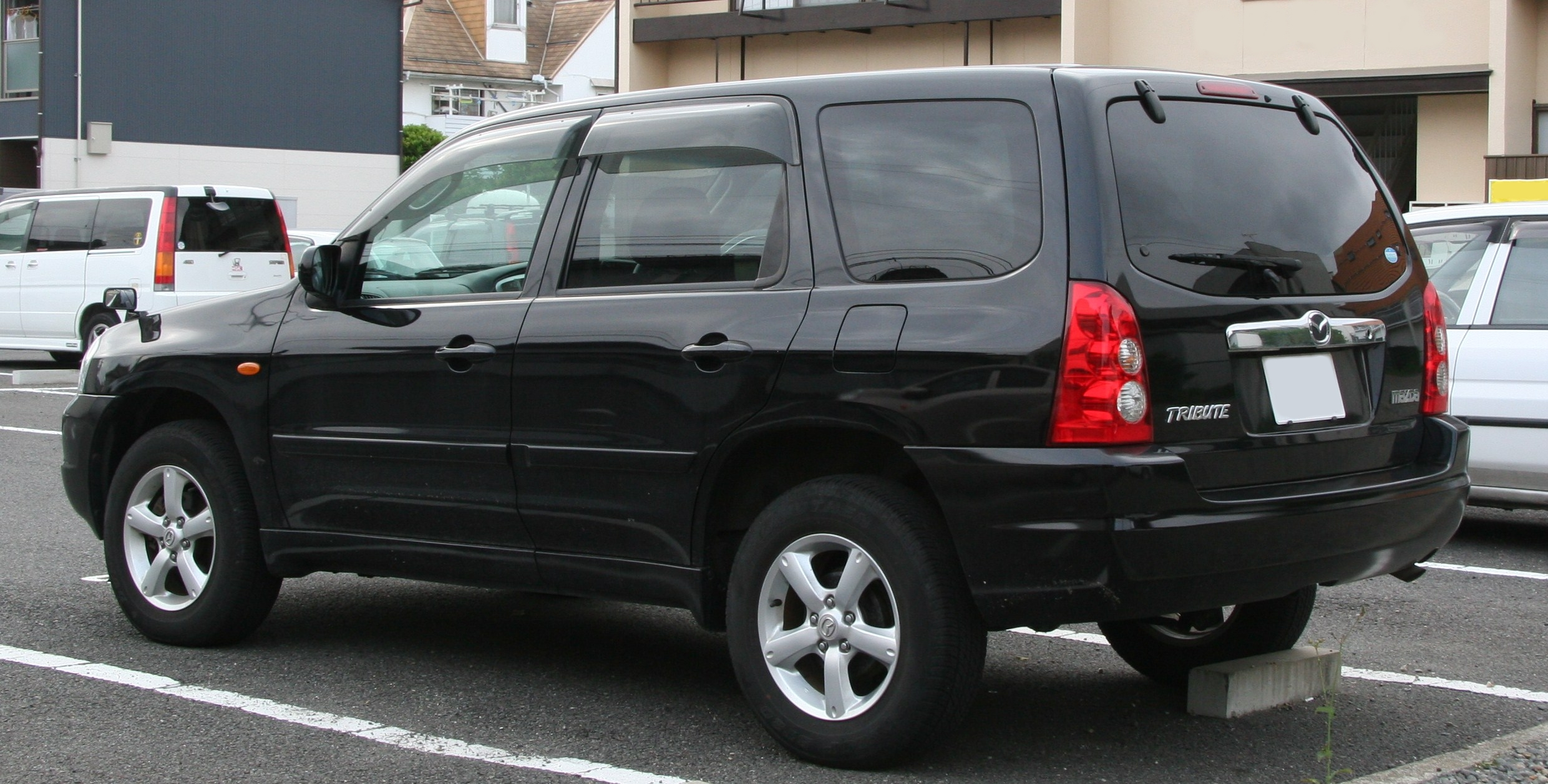
Tribute 1. generacji
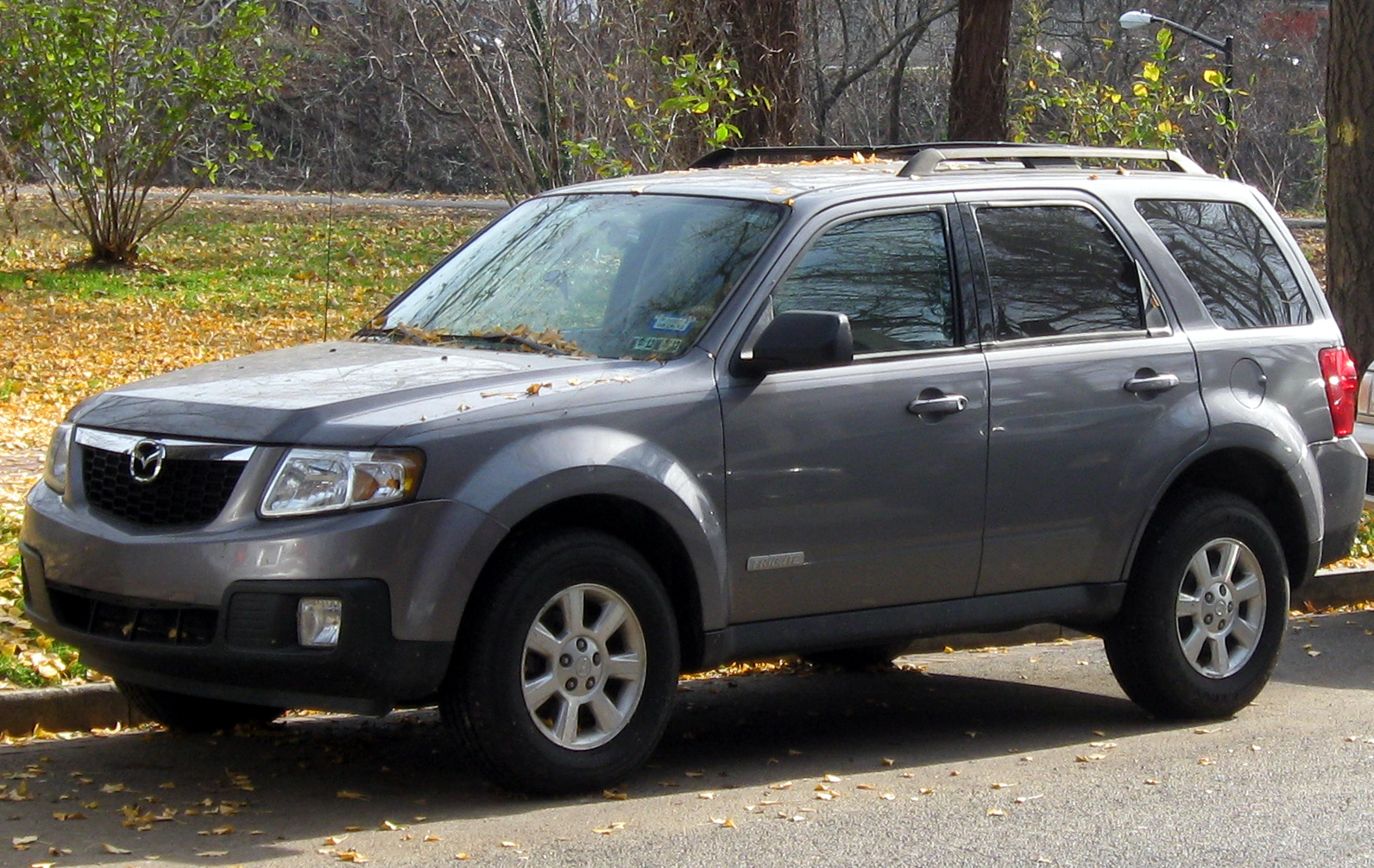
Tribute 2. generacji